# Bubieniec

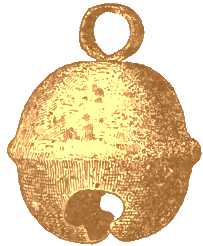
Bubieniec

Bubieniec (z ros. бубенец, forma zdrobniała bubienczik (бубенчик), brzękadło – niewielka, kulista, wykonana zwykle z metalu dzwoniąca forma, z małą, swobodną kulką w środku, uderzającą w metal i pełniącą przez to funkcję serca dzwonu. Bombkowata forma zwykle ma niewielką szczelinę, aby dźwięk rozchodził się na zewnątrz, jednak na tyle wąską, aby uderzająca kulka nie wypadła. W Polsce bubieńce określane są zwykle jako dzwoneczki, różnią się jednak zasadniczo od dzwoneczków brakiem dzwonowatego kształtu i głuchym dźwiękiem.
Występuje w różnych krajach w odmianach regionalnych jako np. dodatek do uprzęży końskiej (popularny w Rosji), również jako instrument ludowy wybijający rytm w tańcach.